# Governo del Mali
Il Governo del Mali è l'organo che in Mali svolge le funzioni per l'organizzazione della nazione. Il governo è diviso in tre sezioni (rami): l'esecutivo, il legislativo e il giudiziario. La struttura del governo e i suoi doveri sono definiti dalla Costituzione e dalle leggi approvate a partire dalla sua adozione.

## Ramo esecutivo
Il presidente della Repubblica del Mali è il Capo di Stato ufficiale della nazione ed è considerata la più alta carica governativa. I doveri del presidente includono la firma delle leggi approvate dal Parlamento, la nomina dei ministri del governo e l'azione in nome del Mali nei rapporti con i paesi stranieri. Il presidente è circondato da un gruppo di parlamentari, il Consiglio dei ministri, condotto dal Primo ministro, che lo consiglia sulle decisioni da adottare. Il presidente è anche il Capo delle Forze Armate. Dall'indipendenza del 1960, solo nove persone sono state presidente; Assimi Goïta è in carica dal colpo di Stato del 2020 fino alla nomina di Bah Ndaw; ritorna presidente con il golpe nel 2021.

## Ramo legislativo
L'Assemblea nazionale contava 147 membri eletti in ogni circoscrizione ogni cinque anni, prima del colpo di stato del 2020. Ha il potere di nominare il Primo ministro del Mali, emendare la costituzione, chiedere un voto di fiducia sul Primo Ministro e suggerire la politica estera e interna della nazione maliana.

## Ramo giudiziario
Il ramo giudiziario comprende la Corte Suprema e altri tribunali specializzati, come la Corte costituzionale, che tratta materie specifiche in relazione alla costituzione. I giudici della Corte Costituzionale sono nominati dal Presidente e confermati dall'Assemblea nazionale maliana.